# Bit.Trip Runner
Bit.Trip Runner è un videogioco musicale pubblicato sulle piattaforme per la distribuzione digitale WiiWare e Steam. Il gioco è stato sviluppato da Gaijin Game, che ha dato origine alla serie Bit.Trip. Nel 2013 è uscito il suo seguito Bit.Trip Runner 2: Future Legend of Rhythm Alien.

## Modalità di gioco
Bit.Trip Runner è un gioco a piattaforme bidimensionale in cui si prende il controllo di Commander Video, il protagonista della serie Bit.Trip. È suddiviso in tre mondi, "Impetus", "Tenacity" and "Triumph", che contengono rispettivamente undici livelli e un boss. Il protagonista corre automaticamente da sinistra verso destra. Il compito del giocatore è quello di saltare, scivolare e colpire gli oggetti che si incontrano nel tragitto, in modo da raggiungere il traguardo e terminare così ogni livello; se Commander Video si blocca su un qualunque ostacolo si è obbligati a ricominciarlo. Durante il tragitto si trovano vari lingotti che, se raccolti, sbloccano un livello bonus. Inoltre il giocatore può ottenere vari power-up che attivano dei moltiplicatori di punteggio, segnati tramite quattro livelli: 'Mega', 'Super', 'Ultra' e infine 'Extra'.
Il gioco è selezionabile in tre livelli di difficoltà: "Easy", "Normal" e "Perfect". Nel primo abbiamo l'assenza dei lingotti durante l'esecuzione dei livelli, nel secondo vi sono i lingotti con la possibilità di "saltarne" qualcuno, mentre in "Perfect" è necessaria una perfetta esecuzione del livello.

## Colonna sonora
Il gioco presenta una colonna sonora stile 8 bit che delinea il ritmo del gioco. Quasi sempre infatti il suono delle percussioni o di altri strumenti vari coincide con il momento in cui si deve eseguire per esempio un salto o una determinata azione. Inoltre la musica viene arricchita di effetti e percussioni via via che si conquistano i moltiplicatori presenti in un livello.